# Gare de Palasca
Gare de Palasca vasútállomás Franciaországban, Palasca településen.

## Vasútvonalak
Az állomást az alábbi vasútvonalak érintik:
- Ponte-Leccia-Calvi-vasútvonal

## Kapcsolódó állomások
A vasútállomáshoz az alábbi állomások vannak a legközelebb:
- Gare de Novella
- Gare de PK 79 + 800